# Badende Drenge i Skovshoved Havn
Badende Drenge i Skovshoved Havn er en stumfilm instrueret af Peter Elfelt.

## Handling
Drenge tumler sig i vandet i Skovshoved Havn.